# Laftah
Laftah è uno dei tre comuni del dipartimento di Boumdeid, situato nella regione di Assaba in Mauritania. Contava 2.271 abitanti nel censimento della popolazione del 2000 e 2.979 nel 2013.